# Fredrik Ulvestad
Fredrik Stensøe Ulvestad (* 17. června 1992 Ålesund) je norský profesionální fotbalista, který hraje na pozici středního záložníka za turecký klub Sivasspor. Mezi lety 2014 a 2020 odehrál také 4 utkání v dresu norské reprezentace.

## Klubová kariéra
Ulvestad zahájil profesionální kariéru v norském klubu Aalesunds FK. Debutoval v pohárovém zápase 13. 5. 2010 proti týmu Volda TI (výhra 1:0). V sezóně 2011 zde vyhrál norský fotbalový pohár.
V březnu 2015 byl na testech v anglickém mužstvu Burnley FC, které dopadly úspěšně. V klubu podepsal tříletou smlouvu.

## Reprezentační kariéra
Hrál za norské mládežnické výběry U20, U21 a U23.
V A-mužstvu Norska debutoval 27. 8. 2014 v přátelském utkání ve Stavangeru proti týmu Spojených arabských emirátů (remíza 0:0).